# 加法尼亚-杜卡尔穆
加法尼亚-杜卡尔穆是葡萄牙阿威罗区的一个堂区。总面积6.01平方公里，总人口1521人，人口密度253.1人/平方公里。